# اورسی‌پرنالین
اورسی‌پرنالین (انگلیسی: Orciprenaline) همچنین به عنوان متاپروترنول شناخته می‌شود، یک برونش گشادکننده است که در درمان آسم استفاده می‌شود. اورسی‌پرنالین یک آگونیست گیرنده آدرنرژیک β۲ نسبتاً انتخابی است که گیرنده‌های عضله صاف را در ریه‌ها، رحم و عروق تأمین‌کننده عضله اسکلتی تحریک می‌کند، با حداقل یا بدون تأثیر بر گیرنده‌های α آدرنرژیک. اثرات فارماکولوژیک داروهای آگونیست بتا آدرنرژیک، مانند اورسی‌پرنالین، دست کم تا حدی به تحریک از طریق گیرنده‌های بتا آدرنرژیک آدنیلیل سیکلاز درون سلولی، آنزیمی که تبدیل ATP به cAMP را کاتالیز می‌کند، نسبت داد. افزایش سطح cAMP با شل شدن ماهیچه صاف برونش و مهار آزادسازی واسطه‌های حساسیت مفرط فوری از بسیاری از سلول‌ها، به‌ویژه از ماست سل‌ها، مرتبط است.

## عوارض جانبی احتمالی
لرزش، عصبی بودن، سرگیجه، ضعف، سردرد، حالت تهوع، تاکی‌کاردی
این دارو عوارض جانبی نادری که می‌تواند تهدیدکننده باشد، شامل:
افزایش دشواری تنفس، تاکی‌کاردی شدید، آریتمی، درد یا ناراحتی قفسه سینه

## نام‌های تجاری
- Alupent
- Metaprel
- Orcibest